# Forst Potsdam Süd
Forst Potsdam Süd è un quartiere della città tedesca di Potsdam.